# Johann Schönburg-Hartenstein
Johann princ Schönburg-Hartenstein (Johannes Maria Aloys Otto Heinrich Prinz von Schönburg-Hartenstein; 12. září 1864 zámek Enzesfeld – 30. března 1937 Vídeň) byl česko-rakouský šlechtic a rakousko-uherský diplomat. Od roku 1888 působil v diplomatických službách, byl rakousko-uherským vyslancem v Rumunsku (1906–1911) a nakonec velvyslancem v Papežském státě (1911–1918). Po rozpadu monarchie žil trvale na svém sídle v Červené Lhotě, kde je také pohřben.

## Životopis

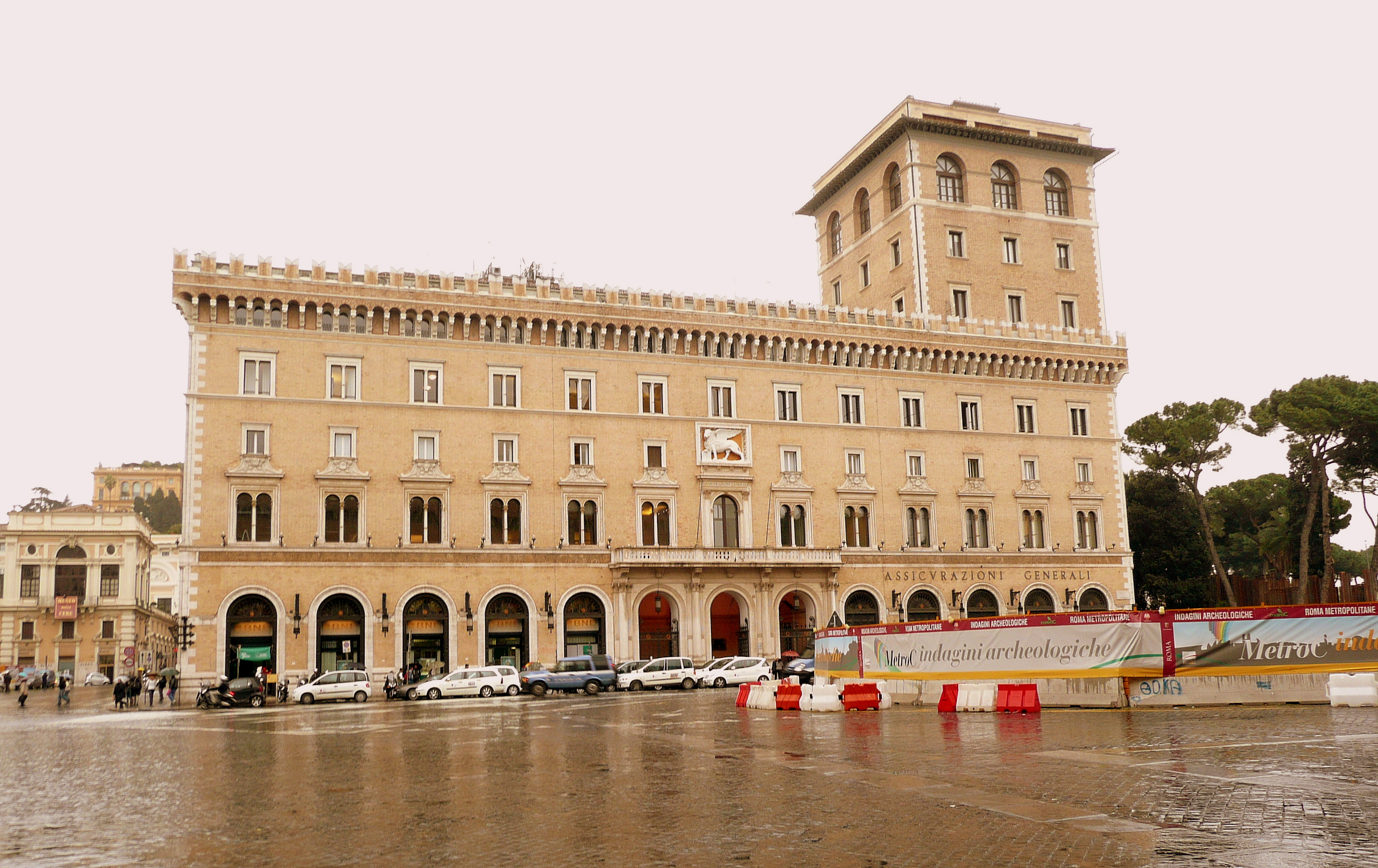
Palazzo Venezia, velvyslanecká rezidence Johanna Schönburg-Hartensteina v Římě (1911–1915)

Pocházel ze staré šlechtické rodiny Schönburg-Hartensteinů, narodil se na dolnorakouském zámku Enzesfeld jako třetí syn knížete Aloise Schönburg-Hartensteina (1826–1896), dlouholetého místopředsedy rakouské Panské sněmovny, a Karolíny, rozené princezny Lichtenštejnové (1836–1885). Jako mladší syn knížete užíval do roku 1918 titul prince s nárokem na oslovení Jeho Jasnost. Studoval na Skotském gymnáziu a následně na Gymnáziu Františka Josefa ve Vídni, nakonec maturoval na Tereziánské akademii. Po maturitě studoval práva na Vídeňské univerzitě, promován byl v roce 1887. Ještě během studií si odbyl vojenskou službu, v armádě dosáhl hodnosti nadporučíka. Absolvoval také kavalírskou cestu, během níž navštívil Belgii a Francii. Jako aspirant diplomatické služby pobýval v roce 1887 na praxi v Petrohradě, v roce 1888 nastoupil jako ataché v Londýně, poté byl přeložen do Petrohradu, následně do Stockholmu a Istanbulu. V letech 1898–1903 byl vyslaneckým radou v Bukurešti a poté velvyslaneckým radou v Římě (1903–1904) a Londýně (1904–1911). Během služby na nižších diplomatických postech podnikl také několik cest, za pobytu v Rusku navštívil Sibiř, z Rumunska vycestoval do Arménie a na Kavkaz.
V letech 1906–1911 zastával funkci rakousko-uherského vyslance v Bukurešti, kde měl již z předchozího působení blízké vazby na rodinu rumunského krále Karla I. Svou kariéru završil jako poslední rakousko-uherský velvyslanec ve Vatikánu (1911–1918), přičemž Rakousko-Uhersko jako katolická velmoc přikládalo i ve 20. století diplomatickým vztahům se Svatým stolcem stále velký význam. Rezidencí velvyslance byl Palazzo Venezia, po vstupu Itálie do první světové války na straně Trojdohody však Schönburg-Hartenstein z bezpečnostních důvodů od roku 1915 pobýval ve Švýcarsku. Jeho diplomatická mise byla ukončena se zánikem monarchie v listopadu 1918 a od té doby žil v soukromí. Zemřel ve Vídni a pohřben byl v rodové hrobce v zámecké kapli na Červené Lhotě.
Z čestných titulů obdržel v roce 1890 hodnost c. k. komořího, při jmenování do funkce velvyslance ve Vatikánu získal v roce 1911 titul tajného rady. Za zásluhy byl nositelem Řádu Františka Josefa, Řádu železné koruny a Leopoldova řádu, několik vyznamenání získal během diplomatické služby také od zahraničních panovníků. V roce 1915 byl jmenován čestným rytířem Maltézského řádu a v roce 1920 získal od papeže Nejvyšší řád Kristův. V roce 1920 se stal rytířem Řádu zlatého rouna.

## Majetek a rodina

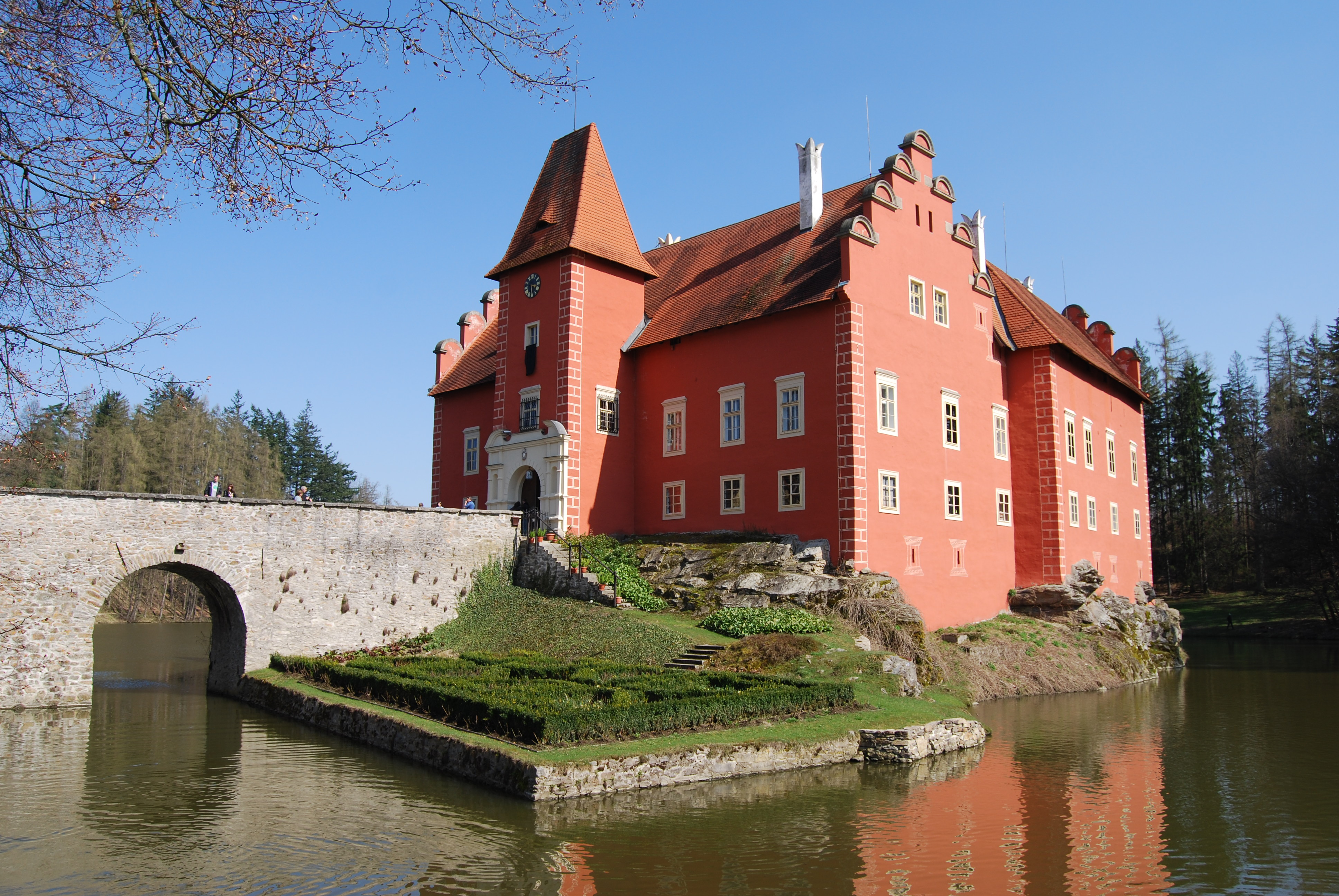
Zámek Červená Lhota, majetek a sídlo Johanna Schönburg-Hartensteina po roce 1918

Z dědictví po otci převzal v roce 1896 do své správy velkostatek Červená Lhota s nedalekým připojeným statkem Lžín s celkovou rozlohou 485 hektarů půdy, kromě toho vlastnil také nemovitosti v Praze a Vídni. Zámek Červená Lhota byl do té doby neobývaný a ve špatném stavu, princ Johann proto přistoupil v letech 1903–1913 k jeho rekonstrukci. Během stavebních úprav byly odstraněny novogotické prvky z předchozí přestavby a celá adaptace navrátila zámku jeho původní renesanční podobu. Po zániku monarchie se zde princ Johann chtěl trvale usadit, jako stoupenec Habsburků měl ale zákaz vstupu do Československé republiky. Povolení k pobytu v jižních Čechách se podařilo vyjednat později s pomocí rakouské diplomacie, v roce 1921 bylo na Červenou Lhotu převezeno také vybavení římského paláce Palazzo Venezia zadržované od roku 1915 v Itálii. Na Červené Lhotě rodina pobývala trvale od roku 1922.
V roce 1897 se v katedrále sv. Štěpána oženil s princeznou Sofií Františkou Oettingen-Wallersteinovou (4. 10. 1878, Hluboš – 10. 9. 1944, Vídeň) z významné německé šlechtické rodiny. Později se stala c. k. palácovou dámou a dámou Řádu hvězdového kříže. Zámek Wallerstein v Bavorsku poskytl útočiště rodině v přechodném období od zániku monarchie do povolení ke vstupu do Československa. Z jejich manželství pocházelo devět dětí, čtyři synové a pět dcer.
- 1. Karolína Arnoštka (23. 12. 1898 Vídeň – 27. 4. 1985, Bad Windsheim, Bavorsko)
  - ⚭ (1925) baron Georg von und zu Franckenstein (20. 8. 1898 Nördlingen – 28. 3. 1965 Würzburg)
- 2. Arnoštka Marie (12. 7. 1900 Červená Lhota – 14. 10. 1990 Vídeň)
  - ⚭ (1930) hrabě Ludvík Marenzi de Tagliunoi et Talgate (16. 10. 1894 Vídeň – 11. 5. 1983 Vídeň)
- 3. Karel Maria (23. 12. 1901 Bukurešť – 26. 11. 1972 Vídeň), poslední majitel zámku Červená Lhota (konfiskován v roce 1945), svobodný a bezdětný
- 4. Marie Arnoštka (25. 9. 1903 Řím – 21. 6. 1952 Bayreuth)
  - ⚭ (1938) baron Otto Filip Groß von Trockau (10. 11. 1890 Würzburg – 21. 2. 1957 Trockau, Bavorsko)
- 5. Aloisie Luisa (24. 3. 1906 Londýn – 11. 4. 1976 Berlín)
  - ⚭ (1936) Otto von Simson (17. 7. 1912 Berlín – 23. 5. 1993 Berlín), historik umění, vysokoškolský profesor a spisovatel
- 6. Alois Alexandr (24. 3. 1906 Londýn – 18. 6. 1998 Bad Ischl)
  - ⚭ I. (1935) Dilys Marten (7. 3. 1912 Glamorgan – 3. 11. 1943 Tenby, Wales)
  - ⚭ II. (1949) Christine Strohschneider (* 9. 11. 1924 Steeg)
- 7. Jan Maria (12. 3. 1908 Bukurešť – únor 1910)
- 8. Petr Karel (25. 4. 1915 Řím – 7. 11. 2003 New York)
  - ⚭ I. (1945) Lyna Elisa Rodriguez Maldonado (3. 6. 1914 Brusel – 21. 4. 2006 Lausanne), rozvedli se v roce 1951
  - ⚭ II. (1951) Lee Russel Jones (27. 1. 1924 New York – 27. 5. 2005 New York)
- 9. Žofie Marie (* 19. 4. 1917 Vídeň – 2017 Bogotá)
  - ⚭ (1948) Alberto Carillo Leiser (15. 8. 1920 Barranquilla – 28. 5. 2008 Bogotá)

Johannův starší bratr, kníže Alois Schönburg-Hartenstein (1858–1944) byl dědičným členem rakouské Panské sněmovny, v armádě dosáhl hodnosti c. k. polního podmaršála, byl dlouholetým předsedou rakouského Červeného kříže a později se uplatnil i za Rakouské republiky a v Dolfussově vládě zastával funkci ministra obrany (1934). Díky sňatku byl Johann švagrem knížete Karla Oettingen-Wallersteina (1877–1930), který v Čechách vlastnil velkostatky Zbraslav a Hluboš. Jeho dalšími švagry byli hrabě Otto Harach (1863–1935), majitel Jilemnice, nebo c. k. generálmajor a císařský nejvyšší kuchmistr hrabě August Rudolf Bellegarde (1858–1929), majitel Velkých Heraltic.